# 赤瀨車站
赤瀨車站（日语：／ Akase eki */?）是日本九州旅客鐵道三角線的其中一個火車站，位於熊本縣宇土市赤瀨，作為一個秘境車站存在。
本站坐落在海邊的山上，以前附近的赤瀨海灘常有人潮，使夏天上下車的人很多，但現在一年四季乘客都很少。

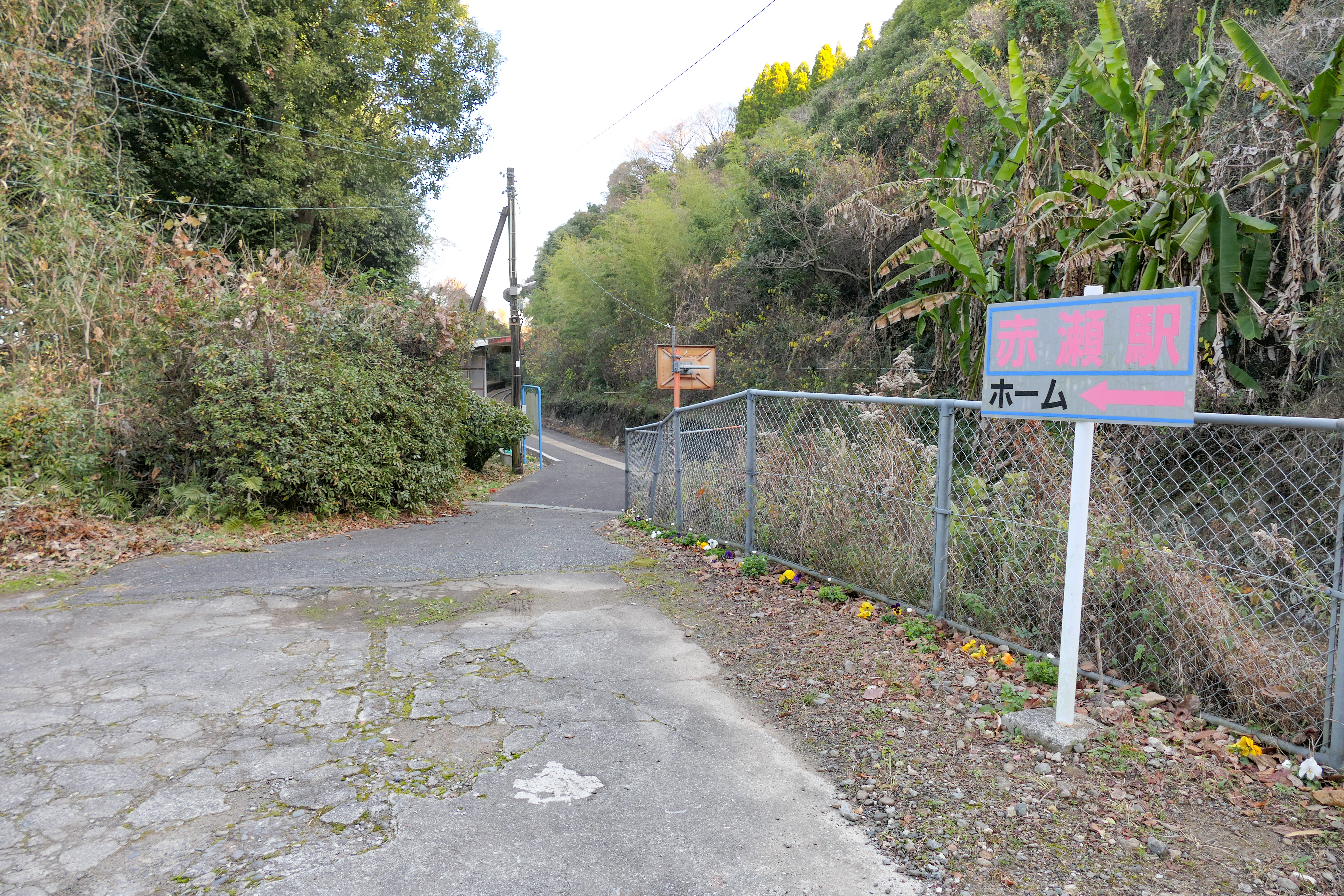
入口(2022年1月)

## 歷史
- 1907年（明治40 年）8 月 5 日－鐵道省在赤瀨建立赤瀨簡易停車場，是為本站的前身。（只在夏季營業，多數旅客為前往海水浴場的遊客）
- 1909年（明治42年）10 月 16 日－從簡易站變為臨時站。
- 1941年（昭和16年）1 月 1 日－從臨時站改制為車站。
- 1953年（昭和28年）5 月1 日－開始處理小型包裹（並無代理快遞） 。
- 1973年（昭和48年）9 月 20 日－停止小型包裹處理業務，同時成為無人站。
- 1987年（昭和62年）4月1日 - 因為國鐵分割民營化，本站由JR九州繼承。[1]

## 車站結構
側式月台1面1線的地面車站。本站在2012年間進行了月臺無障礙化工程。為無人站，但有指定名譽站長。車站設施包含候車室及業務筆記本。

## 相鄰車站
九州旅客鐵道
天草三角線（三角線）
網田－赤瀨－石打壩

## 脚注
1. ↑  Satoru Sone（監督）「Hisatsu Line / Kitto Line / Misumi Line」「鐵路周刊所有鐵路/ JR」第2期，朝日新聞出版，2009年7月19日，25頁。
2. ↑  . 週刊朝日百科. 33号 熊本駅・嘉例川駅・大畑駅ほか. 朝日新聞出版. 2013-03-31: 25.

## 外部連結
- JR九州 — 赤瀨車站 （页面存档备份，存于）（日語）

32°39′12″N 130°30′36″E / 32.653333°N 130.510003°E